# Idaea carvalhoi
Idaea carvalhoi là một loài bướm đêm trong họ Geometridae.